# Marcin Paszkowski
Pour les articles homonymes, voir Paszkowski.
Marcin Paszkowski est un écrivain polonais du xviie siècle.

## Œuvres
Marcin Paszkowski est auteur d'un poème de la guerre des Turcs, des Tartares et des Cosaques, imprimé à Cracovie en 1626, et qui est accompagné d'une relation générale sur les Cosaques, d'un dictionnaire turc, et d'une dissertation sur les superstitions des Ottomans. 
Il écrit quelques autres poèmes et une traduction polonaise de la Chronique de la Sarmatie européenne, par Alessandro Guagnini de Vérone. Cette traduction est imprimée à Cracovie en 1611. Quelques auteurs attribuent cette chronique à Mathias Strykowski en raison de la réclamation qu'en fait celui-ci lorsqu'elle parait.